# Ходкевич Ієронім Олександрович
Єроним Ходкевич (пол. Hieronim Chodkiewicz Hieronim Chodkiewicz, лит. Jeronimas Chodkevičius Jeronimas Chodkevičius; 1500–1561)  — державний і військовий діяч Великого князівства Литовського, граф Шкловський і Биховський, тіун литовський (1542), підчаший литовський (1542-1544), каштелян тракський (1544-1549), староста жемайтський (1545), каштелян віленський (1559-1561), староста ошмянський (1538-1541), радунський (1542-1545), тельшяйський (1546—1554), вількійський (1536 або 1550-1561), шкловський (1550-1554).
Засновник Биховський лінії роду Ходкевичів, що урвалася в 1626 році.

## Біографія
Представник магнатського роду Ходкевичів. Старший син воєводи новогрудського Олександра Івановича Ходкевича (бл. 1475-1549) та Василини Ярославівни Головчинської. Молодші брати — гетьман великий литовський Григорій і каштелян трокський Юрій. Батько Яна і дід Яна Кароля.
У 1555 році великий князь литовський Сигізмунд II Август послав його з дипломатичною місією до папи римського Павла IV та імператора Фердинанда, який дарував йому та нащадкам титул графа Священної Римської імперії.
Володів прекрасними ораторськими здібностями (за деякими даними, титул графа був ним отриманий від імператора на знак визнання його ораторського таланту).
Подальша кар'єра Ходкевича була пов'язана з Лівонською війною. У 1560 році Єроним Ходкевич командував литовськими військами в Лівонії, перемігши війська царя Івана IV Грозного в битві біля Вендена.
Володів кількома мовами, але і в повсякденному і сімейному житті використовував староукраїнську мову, оскільки був православного віросповідання.
Близько 1530, раніше будучи православним, став прихильником католицизму, а в 1555 році під впливом розпочатої в державі реформації перейшов у кальвінізм.
Споруджений на кошти Єронима Ходкевича для костелу Св. Франциска Ассизького у Вільнюсі орган, за свідченнями сучасників, не мав собі рівних у Великому князівстві Литовському.

## Сім'я
Єроним Ходкевич був одружений з Ганною Шемет (пом. після 1563), дочки каштеляна жемайтського Мельхіора Шемета та Ельжбети Глібович.
Діти:
- Ян Ходкевич (1537—1579), маршалок великий литовський, староста жемайтський, каштелян віленський
- Барбара Ходкевич, 1-й чоловік воєвода підляський Микола Кишка, 2-й чоловік Станіслав Чалецький
- Гальша Ходкевич, дружина каштеляна мінського князя Щенсного Головчинського (пом. 1610)
- Криштина Ходкевич, дружина воєводи вітебського Станіслава Паца
- Констанція, дружина князя Ярослава Головчинського (пом. 1622)
- Софія, дружина дворянина королівського, потім архієпископа полоцького Гліба Корсака
- Анна, дружина підчашого литовського Яна Лесновольского